# Ross Powers
Ross Powers   (Bennington, 10 de febrer de 1979) és un esquiador estatunidenc, especialista en surf de neu.

## Biografia
Va néixer el 10 de febrer a la ciutat de Bennington, població situada a l'estat de Vermont.

## Carrera esportiva
Especialista en migtub va participar, als 18 anys, en els Jocs Olímpics d'Hivern de 1998 realitzats a Nagano (Japó), on aconseguí guanyar la medalla de bronze en la prova masculina de migtub. En els Jocs Olímpics d'Hivern de 2002 realitzats a Salt Lake City (Estats Units) aconseguí guanyar la medalla d'or.
Al llarg de la seva carrera ha guanyat una medalla d'or en el Campionat del Món de surf de neu l'any 1996. Ha aconseguit guanyar nou proves de la Copa del Món de l'especialitat, així com dues vegades la classificació del migtub (1996 i 1999)